# Bettans jul
Bettans jul, släppt i Norge den 16 november 1996, är ett julalbum av den norska sångerskan Elisabeth Andreassen. Albumet sålde guld. I samband med albumsläppet gjorde Elisabeth Andreassen en kyrkoturné i Norge med samma, vilken följdes av en ny konsertturné 1997.
Spår 2–11 återfinns även på albumet Julestemninger från 1993. De nyskrivna låtarna "Maria-salme" och "Julehymne", båda skrivna av sångaren och låtskrivaren Amund Enger, producerades av Håkon Iversen och spelades in i Vålerenga kirke i Oslo i oktober 1996. Båda blev hitlåtar och "Maria-salme", en duett med folksångaren Sondre Bratland, utkom även på singel.

## Låtlista
1. "Maria-salme" (Sondre Bratland/Amund Enger), duett med Sondre Bratland
2. "Ledet av en stjerne" (Hans Olav Mørk/Rolf Løvland)
3. "Glade jul" ("Stille Nacht") (Franz Xaver Gruber)
4. "Det hev ei rose sprunge" ("Es ist ein Ros entsprungen") (Michael Praetorius/Peter Hognestad)
5. "Lille Messias" (Johannes Møllehave/Anne Linnet)
6. "Nå tennes tusen julelys" ("Nu tändas tusen juleljus") (Emmy Köhler)
7. "Jeg er så glad hver julekveld" (Marie Wexelsen)
8. "Den vakreste julen" (Rolf Løvland)
9. "Marias vuggesang" (Hans Olav Mørk/Rolf Løvland)
10. "O helga natt" (Placide Cappeau/Adolphe Adam)
11. "Deilig er jorden" ("Härlig är jorden") (Trad.)
12. "Julehymne (Domine Deus)" (Amund Enger)

## Medverkande

### Musiker
- Elisabeth Andreassen – sång
- Eivind Aarset – gitarr
- Tom Steinar Lund – gitarr
- Per Kolstad – piano
- Bjørn Kleppe – orgel på "Maria-salme" och "Julehymne"
- Geir Tore Larsen – cello
- Hans Josef Groh – cello på "Maria-salme" och "Julehymne"
- Lars Petter Berg – oboe
- Alyson Reed – violin
- Berit Sem – violin
- Carl Anders Sponberg – violin
- Hans Morten Stensland – violin
- Niels Aschehoug – violin
- Vegard Johnsen – violin
- André Orvik – violin på "Maria-salme" och "Julehymne"
- Angelika Karsrud – viola
- Stig Ove Ose – viola
- Dorthe Dreier – viola på "Maria-salme" och "Julehymne"
- Mikko Lampila – cello
- Sondre Bratland – sång på "Maria-salme"
- Elin Skjennum – altovokal
- Hilde Kjeldsen – altovokal
- Kristine Pettersen – altovokal
- Marianne Røise Lygren – altovokal
- Bodil Hognestad – sopranvokal
- Gunnhild Tvinnereim – sopranvokal
- Kristin Fredbo Gramstad – sopranvokal
- Siv Myklebust Sundar – sopranvokal
- Ole-Marius Johnson – tenorvokal
- Per Roar Ekeland – tenorvokal
- Per Øystein Sørensen – tenorvokal, sång på "Lille Messias"
- Terje P. Brathe – tenorvokal
- Ulf Morten Singstad – tenorvokal
- Amund Enger – körsång på "Julehymne"
- Bente Helen Aasebø – körsång på "Julehymne"
- Carl Einar Traaen – körsång på "Julehymne"
- John Magne Hommersand – körsång på "Julehymne"
- Kjersti Håland – körsång på "Julehymne"
- Marit Bjørkøy – körsång på "Julehymne"
- Marius Løken – körsång på "Julehymne"
- Olav R. Thelle – körsång på "Julehymne"
- Tone Haugen Honningsvåg – körsång på "Julehymne"
- Trude Kirkebø – körsång på "Julehymne"
- Oslo Gospel Choir – körsång

### Produktion
- Rolf Løvland – musikproducent, arrangement, ljudmix
- Håkon Iversen – musikproducent på "Maria-salme" och "Julehymne"
- Gaute Storaas – arrangement på "Maria-salme" och "Julehymne"
- Alf Emil Eik – ljudtekniker
- Per Sveinson – ljudtekniker
- Tom Carlsen – ljudtekniker
- Tomas Siqveland – ljudtekniker, ljudmix
- Jens Magnus Dreyer – ljudtekniker på "Maria-salme" och "Julehymne"
- Truls Birkeland – ljudmix på "Maria-salme" och "Julehymne"
- Jørn Dalchow – omslagskonst
- Morten Qvale – foto
- Petra Middelton – stylist

## Listplaceringar
| Lista (1996-1997) | Topplacering |
| ----------------- | ------------ |
| Norge             | 13           |